# Drepanogynis rakotobe
Drepanogynis rakotobe là một loài bướm đêm trong họ Geometridae.